# Petaurista alborufus
Petaurista alborufus är en däggdjursart som först beskrevs av Milne-Edwards 1870. Den ingår i släktet jätteflygekorrar och familjen ekorrar. IUCN kategoriserar arten globalt som livskraftig.

## Underarter
Catalogue of Life samt Wilson & Reeder (2005) skiljer mellan fem underarter:
- Petaurista alborufus alborufus (Milne-Edwards, 1870)
- Petaurista alborufus castaneus Thomas, 1923
- Petaurista alborufus lena Thomas, 1907
- Petaurista alborufus leucocephalus (Hilzheimer, 1905)
- Petaurista alborufus ochraspis Thomas, 1923

## Beskrivning
Pälsen är tjock och skinande. På ryggsidan är den spräcklig i rödbrunt och vitaktigt till ljust rödbrunt i mitten mot en mörkare omgivning. Strupen är vit, medan svansroten har smutsvita till brunskära ringar. Buksidan är brunskär. Denna jätteflygekorre är den största arten i släktet med en kroppslängd på 35 till 58 cm, ej inräknat den 43 till 61,5 cm långa svansen.

## Utbredning
Denna flygekorre förekommer i de kinesiska provinserna Shaanxi, Hunan, Sichuan, Gansu, Hubei, Guizhou och Yunnan samt den autonoma regionen Guangxi, på Taiwan och troligtvis i angränsande områden av Myanmar.

## Ekologi
Arten lever i kuperade områden och bergstrakter mellan 800 och 3 500 meter över havet, vanligen inom intervallet 2 000 till 3 000 m. Habitatet utgörs av täta bergsskogar, barrskog och i Taiwan även lövskog (vilket arten föredrar). Arten förekommer även på kalkstensklippor. Individerna är nattaktiva och vilar på dagen i håligheter i höga träd.
Petaurista alborufus har nötter, ekollon, frukter och blad som föda som kompletteras med några insekter och möjligen även fågelägg. Per kull föds en eller två ungar. Arten kan glidflyga upp till 400 m.